# Аллен Карр
А́ллен Карр (англ. Allen Carr, 2 вересня 1934 — 29 листопада 2006) — борець із курінням, засновник міжнародної мережі клінік «Легкий спосіб», що допомагає припинити куріння, застосовуючи методику, описану в його книгах, серед яких найвідоміша «Легкий спосіб кинути курити». Методика Аллена Карра багато в чому заснована на самонавіянні, поясненні сутності нікотинової залежності, нескладності подолання її фізіологічної складової та його особистому досвіді курця зі стажем понад 30 років.
Крім того, Аллен Карр є автором кількох книг, присвячених звільненню від алкогольної залежності, зайвої ваги, деяких фобій.

## Біографія
Аллен Карр народився в Лондоні. Почав курити в 1952 році у віці 18 років, під час проходження військової служби. В 1958 році отримав диплом бухгалтера. Остаточно кинув палити в 1983 році у віці 49 років. З цього моменту Аллен Карр почав активну роботу з популяризації нового методу серед курців.
У червні 2006 року у Карра діагностували рак легень, за прогнозами йому залишалося жити не більше 9 місяців. Карр відповів, що «відтоді, як 23 роки тому я викурив свою останню цигарку, я став найщасливішою людиною на Землі. І я досі відчуваю себе таким».
Аллен Карр помер 29 листопада 2006 року у віці 72 років, у себе вдома в Малазі (Іспанія).

## Методика
З точки зору Карра, курці в реальності не відчувають задоволення від куріння сигарет: куріння лише знімає неприємні симптоми, що виникають у міру того, як нікотин виходить з організму після викурювання попередньої сигарети. Саме так з'являється і зберігається нікотинова залежність. Карр стверджує, що «полегшення», яке курець відчуває, закурюючи сигарету, відчуття повернення до «нормального» стану, не-курець відчуває постійно. Карр також відзначає, що залежність від паління насправді значно нижча, ніж прийнято вважати; симптоми відвикання в дійсності породжуються свідомістю самого колишнього курця, і якщо відкинути сумніви та страхи, пов'язані з процесом відвикання, то воно не буде таким болючим. Крім того, Карр стверджує, що для того, аби відмовитися від куріння, не потрібно мати величезної сили волі, оскільки її не потрібно людині, щоб перестати робити щось, що їй і так не хочеться робити.
На думку Аллена Карра, саме страх втрати є для більшості курців причиною, з якої вони продовжують курити. Насправді, його талант і його зусилля як письменника й терапевта спрямовані на те, щоб допомогти кожному впоратися з тривогою і страхами, які заважають жити повноцінним життям і насолоджуватися ним.
Аналогічний спосіб використаний Карром і в боротьбі з алкогольною залежністю, в його книзі «Легкий спосіб кинути пити».

## Легкий спосіб
«Легкий спосіб» (англ. Easyway) — це мережа клінік, створених Аллен Карром, щоб допомогти іншим курцям позбутися своєї залежності. У 1983 році Карр залишив бухгалтерську діяльність і заснував першу клініку. Карр є автором десяти бестселерів, серед яких його найпопулярніша книга «Легкий спосіб кинути палити» (англ. The Easy Way To Stop Smoking), що зайняла перше місце з продажів у дев'яти країнах серед нехудожньої літератури, і досі залишається однією з найвідоміших книг у світі про боротьбу з курінням. Успіх лондонської клініки Карра дав початок світової мережі, в якій налічується 100 клінік у 35 країнах світу. Клініки Аллена Карра гарантують 100%-е повернення грошей у випадку невдачі. Згідно з внутрішньою статистикою відсоток успішного одужання від залежності досягає 90. Незалежне наукове дослідження показало, що через 12 місяців після проходження методики 53 % колишніх курців так і не повертаються до своєї звички, що робить методику Карра найнадійнішою серед інших способів відмови від куріння. У число клієнтів клінік Аллена Карра входять британський мільярдер сер Річард Бренсон, знаменитий актор сер Ентоні Гопкінс, співачки Брітні Спірс та Шарлотта Черч.
В усіх клініках «Easyway» працюють фахівці, що самі колись були курцями і випробували на собі метод Карра. Терапевтичний сеанс триває близько 4-5 годин, у групах до 20 осіб. Більшості курців вистачає лише одного сеансу. Використовуючи прийоми психотерапії, терапевти руйнують стереотипи про «задоволення», отримуване від куріння, знімають страх перед симптомами відвикання. Важливе відкриття Аллена Карра полягає в тому, що нікотинова залежність — це спеціально створена тютюновими розповсюджувачами пастка. Завдяки їй, тютюнові корпорації забезпечили собі на багато років уперед величезні прибутки.
Карр також є автором книг з боротьби із зайвою вагою і споживанням алкоголю.

## Цитати
|  | Якщо після прочитання книги ви відчуєте, що у вас є переді мною борг вдячності, ви можете повернути його. Не тільки тим, що порекомендуєте «Легкий спосіб» друзям, але й тим, що коли б ви не побачили телевізійну програму, або не почули радіопередачі, чи не прочитали статтю в газеті, що пропагують інший метод, напишіть або зателефонуйте авторам і поставте запитання: «Чому вони не підтримують „Легкий спосіб“?». Ваші дії покладуть початок сніговій лавині, і, якщо я доживу і буду свідком цього, я помру щасливою людиною. |